# HEBP1
HEBP1 (англ. Heme binding protein 1) – білок, який кодується однойменним геном, розташованим у людей на короткому плечі 12-ї хромосоми. Довжина поліпептидного ланцюга білка становить 189 амінокислот, а молекулярна маса — 21 097.
| 10         |  | 20         |  | 30         |  | 40         |  | 50         |
| ---------- |  | ---------- |  | ---------- |  | ---------- |  | ---------- |
| MLGMIKNSLF |  | GSVETWPWQV |  | LSKGDKEEVA |  | YEERACEGGK |  | FATVEVTDKP |
| VDEALREAMP |  | KVAKYAGGTN |  | DKGIGMGMTV |  | PISFAVFPNE |  | DGSLQKKLKV |
| WFRIPNQFQS |  | DPPAPSDKSV |  | KIEEREGITV |  | YSMQFGGYAK |  | EADYVAQATR |
| LRAALEGTAT |  | YRGDIYFCTG |  | YDPPMKPYGR |  | RNEIWLLKT  |  |            |

A: Аланін

C: Цистеїн

D: Аспарагінова кислота

E: Глутамінова кислота

F: Фенілаланін

G: Гліцин

I: Ізолейцин

K: Лізин

L: Лейцин

M: Метіонін

N: Аспарагін

P: Пролін

Q: Глутамін

R: Аргінін

S: Серин

T: Треонін

V: Валін

W: Триптофан

Локалізований у цитоплазмі.